# Hoeocryptus ferrugatorius
Hoeocryptus ferrugatorius är en stekelart som först beskrevs av Fabricius 1793.  Hoeocryptus ferrugatorius ingår i släktet Hoeocryptus och familjen brokparasitsteklar. Inga underarter finns listade i Catalogue of Life.